# Notturno indiano
Notturno indiano è un romanzo di Antonio Tabucchi pubblicato nel 1984 presso Sellerio Editore.
Nel 1987 ha vinto il prix Médicis étranger.
Nel 1989 ne è stato tratto l'omonimo film diretto da Alain Corneau.

## Trama
Si tratta di un resoconto di viaggio narrato in prima persona. Il narratore percorre l'India alla ricerca del suo amico Xavier. Attraverso varie tappe, si sviluppano gli incontri più disparati: a Bombay, con la prostituta Vimala Sar, con il medico dell'ospedale e con un devoto giainista in attesa del treno; a Madras, con una certa Margareth e con il direttore della Theosophical Society; sulla strada per Mangalore, con un mostruoso Arhant e suo fratello; a Goa, con il fantasma del viceré delle Indie, con Padre Pimentel, con il postino Tommy, con degli impiegati d'albergo ed infine con la fotografa Christine.

## Edizioni
- Antonio Tabucchi, Notturno indiano, trentunesima ed., collana La memoria - 93, Sellerio editore, 2001,  pp. 109, cap. 12, ISBN 88-389-0255-0.